# Košarkaški klub Metalac Valjevo
Il Košarkaški klub Metalac Kraljevo è una società cestistica avente sede nella città di Valjevo, in Serbia. Fondata nel 1948, disputa il campionato serbo e la Lega Balcanica.
Nella stagione 2009-2010 partecipa per la prima volta alla Lega Balcanica.